# Fret (muziek)

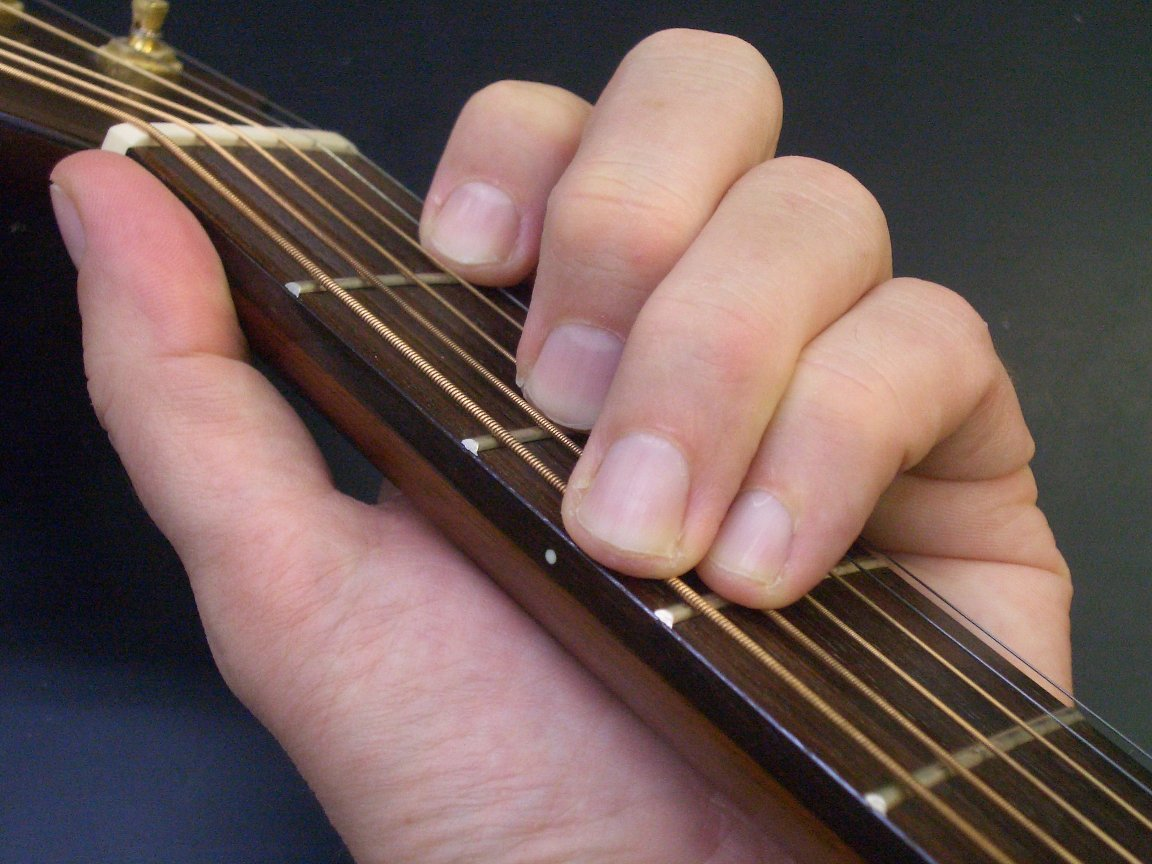
Eerste 4 fretten van een gitaar (C-majeur akkoord met een G in de bas)

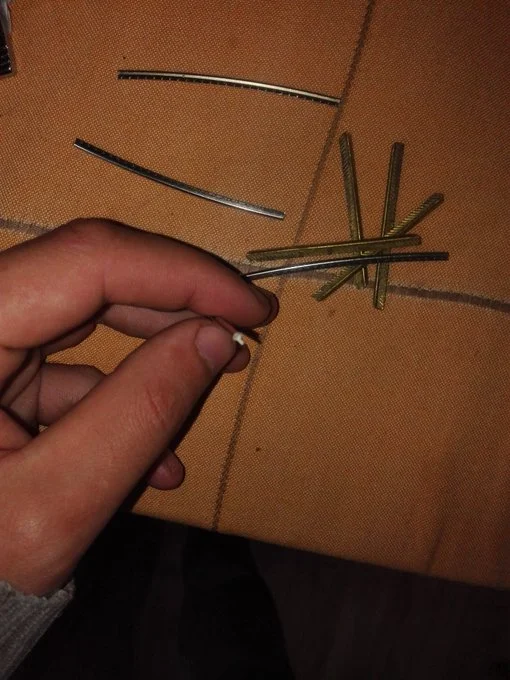
Metalen frets voor gitaar

Een fret is een mechanisme om snaren tijdens het bespelen van een snaarinstrument zodanig in te korten dat de snaar vrij kan trillen tussen twee vaste, precies gedefinieerde punten. Door het (ver-)plaatsen van de vinger net achter een specifieke fret of fret met een barre te plaatsen kan de muzikant bij de aanslag van de snaar de toonhoogte bepalen. 
De plaats van de fret op het instrument wordt bepaald door de mensuur, de volgorde en de toonhoogte van elke noot.

## Principe
Frets bestaan meestal (bij basgitaar en gitaar) uit een dunne, metalen strip of ribbel (Eng.: fretbar) die op een bepaalde afstand - hoe hoger op de hals, hoe groter de afstand tussen de frets - dwars op de toets van de hals van een snaarinstrument zijn bevestigd. De daardoor ontstane (18 tot 23) 'vakjes' onderscheiden de specifieke intervallen die de octaven (halve noot) van de toonladder aanduiden. Frets kunnen ook in de vorm van plastic of leren "touwtjes" worden uitgevoerd, waardoor ze verplaatsbaar zijn, zoals bij de saz. Dit principe is al erg oud. De vedel en de viola da gamba - snaarinstrumenten uit de renaissance - hebben een verplaatsbare fret, die in de regel bunde wordt genoemd.
De viola da gamba onderscheidt zich onder meer van de cello en de contrabas doordat de laatste twee instrumenten, evenals de moderne viool en altviool, fretloos zijn. Zowel elektrische als akoestische gitaren hebben in de regel frets. Een fretloze elektrische basgitaar werd pas later ingevoerd, met Jaco Pastorius als een belangrijk bespeler ervan.

Er bestaan ook instrumenten waarbij de snaar in een holte in de balk wordt geduwd, de rand van de holte fungeert dan als "fret", dit geeft ook een andere klank die niet voor alle genres geschikt is.

## Materiaal
Voor de meeste frets wordt alpaca gebruikt, dit is een zilverkleurige legering van koper (64%), zink (23%) en nikkel (12%). Deze legering is zachter dan roestvast staal (RVS). Als snaren van roestvrij staal worden gebruikt, treedt snel slijtage aan de frets op. Daarom worden soms frets van roestvast staal toegepast.